# 시라카와고와 고카야마 역사 마을
시라카와고와 고카야마 역사 마을(일본어: 白川郷・五箇山の合掌造り集落 시라카와고·고카야마노갓쇼즈쿠리슈라쿠[*])은 일본 기후현 히다 지방의 오노군 시라카와촌의 시라카와고(白川郷)와 도야마현 난토시 고카야마(五箇山)에 있는 갓쇼즈쿠리로 된 지붕을 가진 마을로 1995년 유네스코 세계유산에 등록되었다.

## 개요
갓쇼즈쿠리는 에도 시대부터 시작된 양잠을 위해 지붕 안에 선반을 설치한 것이 시초라고 전해진다. 폭설로 인한 눈치우기 작업의 경감과 지붕안의 공간 확대를 위해 지붕을 크게 경사지게 지어, 지금의 독특한 세로지붕으로 되었다고 생각된다.
또, 갓쇼즈쿠리 지붕의 꼭대기선은 어느 집이든지 동서 방향로 되어 있다. 이것은 지붕에 빛이 잘 들게 하기 위한 것이고, 마을은 남북으로 길쭉한 골짜기에 있다. 그래서 남북으로 강한 바람이 불기 때문에 바람을 맞는 면적을 작게 하기 위함도 있다고 한다.
갓쇼즈쿠리로 된 집을 사수하기 위한 지역주민의 연대형식인 '유이'(結)에 의해 지붕의 보수와 교체가 30년 ~ 40년에 한 번 이루어지고 있다. 지붕의 띠 교체에는 많은 일손과 시간을 필요로 한다. 전체의 지붕의 띠를 교체하는 데에는 이틀이 걸린다.
시라카와고와 고카야마 지역은 폭설지역으로 인해 주변 도로정비가 늦어져 갓쇼즈쿠리로 된 주거구조가 보존될 수 있었다. 그러나, 지역인구의 감소와 주민의 고령화 때문에 유이(結)의 활동에 의한 갓쇼즈쿠리의 유지활동에도 제동이 걸린 실정이다.
세계유산 등록후, 급격히 관광객이 증가하였으며, 2008년에는 마을 주변을 지나는 도카이호쿠리쿠 자동차도가 완전 개통하여 접근성이 더 편리해졌다. 그러나 지역사회의 생활과 관광지화를 추진하는 과정에서 여러 가지 문제점이 발생하고 있다. 가령 사람이 실제로 거주하는 집인가 따져보지 않고 관광객이 멋대로 집 문을 여는 등, 주민들의 사생활을 존중하지 않는 몰상식한 행동 등이 있었다.
통칭으로는 '시라카와고와 고카야마'라고 불리고 있으며, 행정 구역 상으로는 시라카와촌 시라카와고의 오기마치(荻町), 난토시 고카야마의 아이노쿠라(相倉)·스가누마(菅沼) 세 마을이고, 세 마을은 붙어있지 않고 따로따로 떨어져 있다. 오기마치는 1976년, 아이노쿠라와 스가누마는 1994년에 중요 전통적 건조물군 보존지구로 선정되었다.

## 등록 기준
시라카와고와 고카야마의 갓쇼즈쿠리 마을의 등록 요건은 등록기준 4항과 5항에 해당된다.
- (4) 가장 특징적인 사례의 건축양식으로서 중요한 문화적, 사회적, 예술적, 과학적, 기술적 혹은 산업의 발전을 대표하는 양식.
- (5) 중요하고 전통적인 건축양식, 건설방식 또는 인간주거의 특징적인사례로서 자연에 의해 파괴되기 쉽거나 역행할 수 없는 사회·문화적 혹은 경제적 변혁의 영향으로 상처받기 쉬운 것.

## 같이 보기
- 쓰르라미 울 적에 - 시라카와고가 배경인 동인 게임.
- 일본의 세계유산
- 아시아의 세계유산
- 너의 이름은 - 여주인공 미츠하가 살던 마을이 이 지역을 모티브로 함.